# FMK-3
FMK-3 là loại súng tiểu liên được phát triển bởi công ty Fabricaciones Militares tại Argentina vào khoảng năm 1974 và được sản xuất tại nhà máy vũ khí Domingo Matheu. Súng đã được trang bị cho các lực lượng quân đội và cảnh sát Argentina, mẫu bán tự động cũng được làm để bán trên thị trường dân sự.

## Thiết kế
FMK-3 Sử dụng cơ chế nạp đạn blowback với bolt bọc nòng. Thân và cò súng được làm bằng thép dập, nút khóa an toàn cũng là nút chọn chế độ bắn nằm ở phía bên trái súng phía trước cò súng, súng còn có một nút khóa tự động nằm ở phía sau cò súng.
Hệ thống nhắm cơ bản của súng là điểm ruồi có tầm nhắm hiệu quả trong khoảng 50 – 100 m. Báng súng dạng khung có thể đẩy vào kéo ra. Hộp đạn của súng có hai hàng đạn. Súng được đánh giá là dễ sử dụng và khá chính xác cho dù là bắn ở chế độ tự động.

## Biến thể
- FMK-3: Mẫu cơ bản.
- FMK-4: Mẫu có báng đặc cố định.
- FMK-5: Mẫu bán tự động cho dân sự.